# Coppa dei Campioni 1980-1981 (pallamano maschile)
La Coppa dei Campioni 1980-1981 è stata la 21ª edizione della massima competizione europea di pallamano riservata alle squadre di club. Il torneo ha avuto inizio il 9 ottobre 1980 e si è concluso il 26 aprile 1981. Il titolo è stato conquistato dai tedeschi orientali del Magdeburgo per la seconda volta nella loro storia sconfiggendo in finale gli jugoslavi dello Slovan Lubiana. Il Magdeburgo, vincendo il trofeo, ha ottenuto anche il diritto a partecipare al Champions Trophy 1981.

## Risultati

### Primo turno
| Squadra 1       | Totale  | Squadra 2                | Andata  | Ritorno |
| --------------- | ------- | ------------------------ | ------- | ------- |
| Bern Muri       | 46 - 33 | Sporting CP              | 26 - 12 | 20 - 21 |
| BK-46           | 30 - 62 | Aarhus KFUM              | 18 - 25 | 12 - 37 |
| Dudelange       | 34 - 37 | Sporting NeLo            | 24 - 16 | 10 - 21 |
| Gummersbach     | 42 - 29 | Blauw-Wit Neerbeek       | 25 - 13 | 17 - 16 |
| Hutnik Cracovia | 48 - 52 | CSKA Mosca               | 26 - 26 | 22 - 26 |
| Kristiansand    | 35 - 42 | Lugi                     | 18 - 18 | 17 - 24 |
| Magdeburgo      | 65 - 39 | ASKÖ Linz                | 35 - 18 | 30 - 21 |
| Rovereto        |         | Stella Sports Saint-Maur |         |         |
| Slovan Lubiana  | 48 - 36 | Dimitrov Sofia           | 30 - 16 | 18 - 20 |
| Steaua Bucarest | 62 - 27 | Maccabi Petah Tikva      | 34 - 17 | 28 - 10 |
| Tatabánya       | 90 - 44 | Beşiktaş                 | 49 - 16 | 41 - 28 |
| VIF             | 64 - 45 | Brentwood                | 30 - 23 | 34 - 22 |

### Ottavi di finale
| Squadra 1                | Totale        | Squadra 2      | Andata  | Ritorno |
| ------------------------ | ------------- | -------------- | ------- | ------- |
| Barcellona               | 44 - 34       | Aarhus KFUM    | 26 - 16 | 18 - 18 |
| Dukla Praga              | 49 - 30       | Sporting NeLo  | 29 - 16 | 20 - 14 |
| Großwallstadt            | 43 - 30       | Bern Muri      | 22 - 9  | 21 - 21 |
| Lugi                     | 69 - 40       | VIF            | 30 - 19 | 39 - 21 |
| Magdeburgo               | 35 - 28       | Gummersbach    | 19 - 12 | 16 - 16 |
| Stella Sports Saint-Maur | 39 - 53       | CSKA Mosca     | 19 - 24 | 20 - 29 |
| Steaua Bucarest          | 39 - 40       | Slovan Lubiana | 20 - 18 | 19 - 22 |
| Víkingur                 | 43 - 43 (gfc) | Tatabánya      | 21 - 20 | 22 - 23 |

### Quarti di finale
| Squadra 1   | Totale  | Squadra 2      | Andata  | Ritorno |
| ----------- | ------- | -------------- | ------- | ------- |
| Barcellona  | 38 - 52 | Slovan Lubiana | 20 - 21 | 18 - 31 |
| CSKA Mosca  | 45 - 35 | Großwallstadt  | 21 - 15 | 24 - 20 |
| Dukla Praga | 37 - 42 | Magdeburgo     | 17 - 19 | 20 - 23 |
| Víkingur    | 33 - 34 | Lugi           | 16 - 17 | 16 - 16 |

### Semifinali
| Squadra 1  | Totale  | Squadra 2      | Andata  | Ritorno |
| ---------- | ------- | -------------- | ------- | ------- |
| Magdeburgo | 46 - 38 | Lugi           | 20 - 18 | 26 - 20 |
| CSKA Mosca | 47 - 50 | Slovan Lubiana | 25 - 21 | 22 - 29 |

### Finali
| Magdeburgo 19 aprile 1981 Finale di andata | Magdeburgo | 23 – 25 | Slovan Lubiana |  |

| Lubiana 26 aprile 1981 Finale di ritorno | Slovan Lubiana | 18 – 29 | Magdeburgo |  |